# فلورانس (نيويورك)
فلورانس (بالإنجليزية: Florence, New York)‏ هي بلدة أمريكية تقع في الولايات المتحدة في مقاطعة أونيدا، نيويورك. يقدر عدد سكانها بـ 1,025 نسمة ومساحتها 142.6 كم2 وترتفع عن سطح البحر 291 متر.